# Палена
Палена (італ. Palena) — муніципалітет в Італії, у регіоні Абруццо, провінція К'єті.
Палена розташована на відстані близько 140 км на схід від Рима, 75 км на південний схід від Л'Аквіли, 45 км на південь від К'єті.

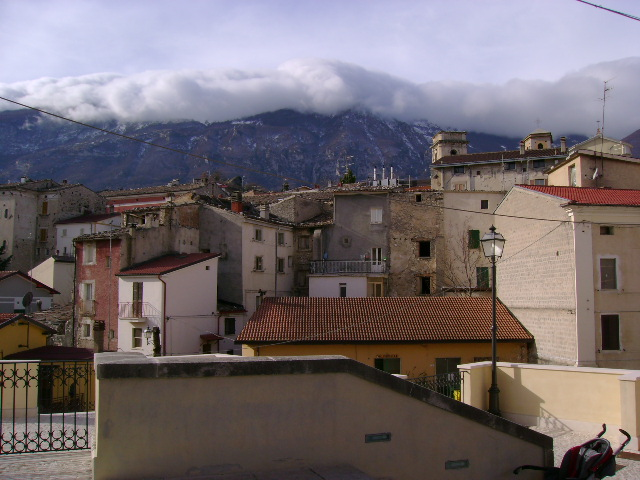

Населення — 1397 осіб (2014).
Покровитель — San Falco.

## Демографія
Населення за роками:

Станом на 1 січня 2023 року в муніципалітеті офіційно проживали 34 іноземці з 6 країн, серед них 19 громадян країн Євросоюзу та 10 громадян України.

## Сусідні муніципалітети
- Ателета
- Кампо-ді-Джове
- Кансано
- Гамберале
- Леттопалена
- Монтенеродомо
- Пачентро
- Пескокостанцо
- Таранта-Пелінья